# National Heroes Stadium
Das National Heroes Stadium ist ein Fußballstadion mit Leichtathletikanlage in der sambischen Hauptstadt Lusaka. Es ist Heimspielstätte der sambischen Fußballnationalmannschaft und seit 2017 nutzt der Fußballclub Lusaka Dynamos die Anlage. Es bietet 60.000 Zuschauern Platz und wurde 2014 eröffnet. Die Baukosten beliefen sich auf 94 Mio. US-Dollar.

## Geschichte
Der Name des Stadions geht auf den Absturz der DHC-5 Buffalo AF-319 der sambischen Luftstreitkräfte am 27. April 1993 zurück, bei dem 18 Spieler der sambischen Fußballnationalmannschaft sowie einige Funktionäre ums Leben kamen.
Die Sportstätte liegt in der Provinz Lusaka, an der Great North Road. Das National Heroes Stadium steht in unmittelbarer Nähe zum 1964 eröffneten Independence Stadium und dem Heroes Acres Memorial, an dem die getöteten Spieler des Absturzes von Gabun beigesetzt wurden.
Das Stadion war neben dem Levy Mwanawasa Stadium in Ndola Austragungsort der U-20-Fußball-Afrikameisterschaft 2017.